# 芝中田
芝中田（しばなかだ）は、埼玉県川口市の町名。現行行政地名は芝中田一丁目および二丁目。住居表示実施地区。郵便番号は333-0847。

## 地理
川口市の北西部に位置する。蕨市に隣接し、京浜東北線蕨駅東口までは500 mほどである。主に住宅地として利用される。

### 河川
- 竪川
- 緑川

## 歴史

### 沿革
- 1960年（昭和35年） - 大字芝の一部から芝中田町一丁目および二丁目が成立[5]。
- 1975年（昭和50年）8月1日 - 住居表示の実施により、芝中田町一丁目および二丁目と大字芝の一部から芝中田一丁目〜二丁目が成立[6]。

## 世帯数と人口
2018年（平成30年）3月1日現在の世帯数と人口は以下の通りである。
| 丁目         | 世帯数    | 人口    |
| ------------ | --------- | ------- |
| 芝中田一丁目 | 1,361世帯 | 2,474人 |
| 芝中田二丁目 | 1,662世帯 | 3,198人 |
| 計           | 3,023世帯 | 5,672人 |

## 小・中学校の学区
市立小・中学校に通う場合、学区（校区）は以下の通りとなる。
| 丁目         | 番地 | 小学校             | 中学校           |
| ------------ | ---- | ------------------ | ---------------- |
| 芝中田一丁目 | 全域 | 川口市立芝南小学校 | 川口市立芝中学校 |
| 芝中田二丁目 | 全域 | 川口市立芝南小学校 | 川口市立芝中学校 |

## 交通

### 道路
- 埼玉県道35号川口上尾線（産業道路）
- 埼玉県道111号蕨桜町線

## 施設
- 川口市芝南公民館[6]
- 川口芝中田郵便局
- 益子病院
- 芝南保育所[6]
- スキップ川口保育園
- 湊部屋 - 相撲部屋
- 芝中田南公園
- 芝中田西公園
- 芝中田北公園
- 芝中田東公園
- 救世軍川口小隊 - キリスト教会